# Eerste Kamerverkiezingen 2023/Kandidatenlijst/BBB
De kandidatenlijst voor de Eerste Kamerverkiezingen van 2023 van de lijst BBB (lijstnummer 15) is na controle door de Kiesraad als volgt vastgesteld:
1. Ilona Lagas, Vinkenbuurt
2. Bart Kroon, Amerongen
3. Gert-Jan Oplaat, Markelo
4. Robert Croll, Laren
5. Henk Marquart Scholtz, Haren
6. Elly van Wijk, Snelrewaard
7. Eugène Heijnen, Margraten
8. Eric Kemperman, Scherpenzeel
9. Andrea van Langen, Andijk
10. Pim Walenkamp, Utrecht
11. Arie Griffioen, Zandvoort
12. Wim Jaspers, Someren
13. Jan Klopman, Biddinghuizen
14. Tamara Monzon, Haarlem[2]
15. Frans van Knapen, Harderwijk
16. Tekke Panman, Den Haag
17. Math Goossen, Mellick
18. Robert van Gasteren, Lansingerland
19. Robbert Lievense, Zierikzee
20. Andrea van Veen, Urk
21. Steven Vrielink, Laren
22. Ron Nijhof, Ommen
23. Alfons Remerij, Almere
24. Anja Hulsbergen, Ochten
25. Henk Emmens, Peest
26. Nico de Dood, Waverveen
27. Jan Woldring, Deventer
28. Jeffrey Rouwenhorst, Wierden

FVD · VVD · CDA · GroenLinks · D66 · PvdA · PVV · SP · ChristenUnie · Partij voor de Dieren · 50PLUS · SGP · OPNL · JA21 · BBB · Volt